# Mastersatletiek
Masters is binnen de atletiek de benaming voor atleten vanaf 35 jaar.
Voorheen werden deze atleten met het Nederlandse woord 'veteranen' aangeduid, maar tegenwoordig met het Engelse 'masters' (dit omdat de term 'veteranen' – in het Engels 'veterans' – militaire associaties opriep). De leeftijdsgrens heeft bij de mannen lang op 40 jaar gestaan, maar is sinds 2006 gelijkgetrokken aan de grens bij de vrouwen, die al lang op 35 stond. Een verschillende grens bij mannen en vrouwen viel niet te verdedigen. Er wordt verschillend over gedacht of beide op 35 moeten staan, of dat bij de vrouwen de grens beter op 40 gezet had kunnen worden. Over het algemeen lijken de statistieken erop te wijzen dat ergens tussen het 35e en 40e levensjaar een neergang in de prestaties inzet.
Zoals er binnen de atletiek speciale leeftijdscategorieën zijn voor de jeugd van 7-19 jaar (zie leeftijdsindeling atletiek), zo zijn er leeftijdscategorieën ingesteld voor ouderen, opdat deze atleten bij wedstrijden met leeftijdsgenoten kunnen strijden. Ook records worden aan de hand van deze leeftijdsindeling bijgehouden. Een categorie bestaat uit atleten die maximaal vijf jaar in leeftijd verschillen, waarbij de verjaardag bepaalt wanneer men een nieuwe leeftijdsgroep ingaat (bij de jeugd gaat het niet met de geboortedag maar per geboortejaar). De categorieën heten in het Nederlands V35, M40 enzovoort. 'Enzovoort' moet hier letterlijk genomen worden: er zijn al wereldrecords gevestigd in de M105- en V100-klasse.

## Achtergrond
De ouderdom komt met gebreken, of minstens met vermindering van krachten. Zoals de ooglens minder soepel wordt en een leesbril op zeker moment nodig wordt, zo is er ook achteruitgang in het bewegingsapparaat en zal een oudere atleet (m/v) niet meer met de jongeren gelijk op gaan. Het herstel van een training duurt langer, het rendement van een training wordt minder, wat door training opgebouwd is sijpelt sneller weg, de maximale hartslag gaat omlaag, de spieren en pezen worden minder soepel, waardoor blessures eerder optreden, herstel van blessures duurt langer, de verzameling oude blessures die weer op kunnen spelen wordt steeds groter. Toch heeft medisch onderzoek uitgewezen dat mensen tot op zeer hoge leeftijd trainbaar blijven, tot op hogere leeftijd dan men voorheen dacht. Achter de geraniums gaan zitten kan altijd nog.
De neergang in de prestaties gaat vele jaren ongeveer lineair, waarna vanaf zekere leeftijd een versnelde teruggang inzet. Juist de masters hebben laten zien dat opvattingen over de prestaties van ouderen veelal te pessimistisch waren. Bij het hoogspringen wijzen de statistieken van dit moment erop dat de neergang iets meer dan 2 cm per jaar bedraagt, terwijl de versnelde neergang zeker niet voor het negentigste levensjaar inzet. (Bij degenen die die leeftijd niet halen, die geen talent hebben voor zeer oud worden, is dat natuurlijk eerder het geval.)

## Geschiedenis

Veteranenestafette in 1943

Er zijn altijd veel atleten geweest die bij het eerste kind of de eerste baan met hun sport stopten, maar er zijn er ook altijd geweest die tegen de cultuur en de vooroordelen in doorgingen met hun sport. Fanny Blankers-Koen werd door sommigen op haar 30e te oud gevonden voor de wedstrijdsport, maar behaalde bij de Olympische spelen vervolgens vier gouden medailles. Haar laatste Nederlandse titel behaalde ze in 1955, op 37-jarige leeftijd.
Iemand die nog langer doorging dan Blankers-Koen is Ali de Vries, die meedeed aan de Spelen van 1936 en in een interview uit 2003 (Runner's World) zegt: 'Ik ben nog tot eind jaren vijftig doorgegaan met de wedstrijdatletiek, en heb op m’n 43ste mijn spikes aan de wilgen gehangen'. Verder is er hink-stap-springer Wim Peters die in 1942 voor de 16e maal Nederlands kampioen werd, hij was toen 39. Ook na de oorlog sprong hij nog afstanden waar hij bij huidige kampioenschappen de finale mee zou bereiken, zo won hij in 1948 als 45-jarige zilver met een afstand waar hij in 2006 ook nog zevende zou zijn geweest. Het is niet voor niets dat de atletiekbaan in Zwolle naar deze atleet is genoemd.
Veel oudere vermeldingen komen uit het buitenland. Een Britse club, de Blackheath Harriers, hield in de 1890's al een Veterans 100yds Handicap race, zoals vermeld in hun publicatie bij het honderdjarig bestaan in 1969. In 2010 werd in een krant van 1910 een berichtje gevonden over een handicaprace voor veteranen. Ook de oorsprong van de huidige mastersatletiek ligt in Amerika, waar een wedstrijd uit 1968 de eerste van vele was (zie de Engelse Wikipedia).

## Kampioenschappen
Er zijn vele kampioenschappen voor masters, zowel op de baan als op de weg: nationale, Europese en wereldkampioenschappen. Bij de internationale kampioenschappen komen de Nederlandse atleten veel beter voor de dag dan bij zo'n klein land zou passen. Blijkbaar is de mastersatletiek ten opzichte van andere landen beter ontwikkeld.
- Het eerste wereldkampioenschap voor de baanatletiek werd gehouden in Toronto in 1975, waaraan atleten uit 32 landen deelnamen. (Daar werd ook een start gemaakt met een wereldorganisatie, de WAVA geheten, nu WMA.) De kampioenschappen worden elke twee jaar gehouden, in de oneven jaren. Sinds 2004 is er ook een tweejaarlijks kampioenschap op indoorbanen, in even jaren. Dan is er nog een wereldkampioenschap op de weg en sinds kort ook eentje bij het berglopen.
- De Europese baankampioenschappen worden in de even jaren georganiseerd, vanaf 1978, waarbij de laatste jaren het deelnemersaantal rond de 4000 schommelt. Er zijn tweejaarlijkse indoorkampioenschappen sinds 1997, en kampioenschappen op de weg sinds 1989. In 2006 vond het eerste Europees kampioenschap berglopen plaats.
- In Nederland zijn er jaarlijks kampioenschappen op de baan (het kampioenschap 10.000 m wordt niet tegelijk met de andere nummers verwerkt), op de indoorbaan (sinds 2000, officieus al eerder) en op de cross. Op de weg zijn er kampioenschappen op de 10 kilometer (sinds 1990) en op de hele en halve marathon.

## Speciale regels
Op de baan doen de masters dezelfde onderdelen als de senioren (in de atletiek zijn senioren de atleten van 20-35 jaar). Het gewichtwerpen is een extra onderdeel, het lijkt op kogelslingeren, maar het gewicht is zwaarder en er zit geen lange kabel tussen kogel en handvat, maar een korte ketting. Bij de werponderdelen werpen de masters met een lichter gewicht, terwijl bij de hordenummers zowel de hordehoogte als de tussenafstanden en de te lopen afstand worden aangepast.
De meningen over deze tegemoetkoming aan de ouderdom lopen uiteen; het argument van de tegenstanders is dat ouderen ook niet 650m gaan lopen in plaats van 800m. Een deel van de werpers vindt het prettig om door de jaren heen steeds ongeveer dezelfde afstanden te kunnen werpen dankzij het steeds meer verlaagde gewicht, terwijl anderen zich liever zouden blijven meten met de senioren (met als bijkomend argument dat voor senioren betere speren, kogels en disci verkrijgbaar zijn). Bij de hordelopers zijn er ook twee stromingen. De ene vindt dat het ritme van het hordelopen door de jaren heen hetzelfde moet kunnen blijven (voor goede hordelopers is dat het driepasritme), terwijl de andere stroming vindt dat de afstanden gelijk moeten blijven. Over aanpassing van de hordehoogte bestaat wel unanimiteit vanuit het idee dat voor de oudsten het hordelopen anders echt hoogspringen zou worden. (Zeker bij de mannen geldt dit. De horden bij de senioren zijn 1,067m hoog, terwijl bij de M90 slechts een enkele man dit bij het hoogspringen heeft kunnen halen.)
Een ander enigszins controversieel ding zijn de zogeheten 'age-gradings'. Zoals er bij de meerkampen in de atletiek tabellen worden gebruikt om via een puntentelling hoogspringen bij speerwerpen op te kunnen tellen (appels met peren vergelijkend), zo geven de age-gradings factoren om de ene leeftijdsklasse met de andere te kunnen vergelijken. Bij meerkampen zijn deze berekeningen binnen eenzelfde vijfjaarsklasse nuttig, maar verder worden de resultaten meestal met een korreltje zout genomen; een sprong over 1,47m van een V60 wordt niet geacht overeen te komen met 1,92m voor een V25, ook al suggereert de tabel dat. De age gradings worden af en toe bijgewerkt, de laatste versie is 1 januari 2023 van kracht geworden.

### Horden en gewichten
- De regels voor de horden zijn nogal eens gewijzigd. De tabel geeft de regels voor de korte horden geldend in 2012. De hoogte van de horde wordt ook in Engelse inches gegeven.

| Leeftijd | Afstand | Indoor | Tot eerste horde | Tussen de horden | Hoogte       | Aantal outdoor/indoor |
| -------- | ------- | ------ | ---------------- | ---------------- | ------------ | --------------------- |
| V35-39   | 100m    | 60m    | 13m              | 8,5m             | 0,840m (33") | 10/5                  |
| V40-49   | 80m     | 60m    | 12m              | 8m               | 0,762m (30") | 8/5                   |
| V50-59   | 80m     | 60m    | 12m              | 7m               | 0,762m (30") | 8/5                   |
| V60+     | 80m     | 60m    | 12m              | 7m               | 0,686m (27") | 8/5                   |
| M35-49   | 110m    | 60m    | 13,72m           | 9,14m            | 0,991m (39") | 10/5                  |
| M50-59   | 100m    | 60m    | 13m              | 8,5m             | 0,914m (36") | 10/5                  |
| M60-69   | 100m    | 60m    | 12m              | 8m               | 0,840m (33") | 10/5                  |
| M70-79   | 80m     | 60m    | 12m              | 7m               | 0,762m (30") | 8/5                   |
| M80+     | 80m     | 60m    | 12m              | 7m               | 0,686m (27") | 8/5                   |

- Voor de lange horden zijn de regels:

| Leeftijd | Afstand | Tot eerste horde | Tussen de horden | Hoogte       | Aantal outdoor |
| -------- | ------- | ---------------- | ---------------- | ------------ | -------------- |
| V35-49   | 400m    | 45m              | 35m              | 0,762m (30") | 10             |
| V50-59   | 300m    | 50m              | 35m              | 0,762m (30") | 7              |
| V60-69   | 300m    | 50m              | 35m              | 0,686m (27") | 7              |
| V70+     | 200m    | 20m              | 35m              | 0,686m (27") | 5              |
| M35-49   | 400m    | 45m              | 35m              | 0,914m (36") | 10             |
| M50-59   | 400m    | 45m              | 35m              | 0,840m (33") | 10             |
| M60-69   | 300m    | 50m              | 35m              | 0,762m (30") | 7              |
| M70-79   | 300m    | 50m              | 35m              | 0,686m (27") | 7              |
| M80+     | 200m    | 20m              | 35m              | 0,686m (27") | 5              |

- Onderstaande tabel geeft de werpgewichten. Bij kogelstoten en kogelslingeren is het gewicht hetzelfde. Bij het gewichtwerpen wordt het gewicht ook in Engelse ponden gegeven.

| Leeftijd | Kogel | Discus | Speer | Werpgewicht  |
| -------- | ----- | ------ | ----- | ------------ |
| V35-49   | 4k    | 1k     | 600g  | 9,08k (20#)  |
| V50-59   | 3k    | 1k     | 500g  | 7,26k (16#)  |
| V60-74   | 3k    | 1k     | 500g  | 5,45k (12#)  |
| V75+     | 2k    | 0,75k  | 400g  | 4k           |
| M35-49   | 7,26k | 2k     | 800g  | 15,88k (35#) |
| M50-59   | 6k    | 1,5k   | 700g  | 11,34k (25#) |
| M60-69   | 5k    | 1k     | 600g  | 9,08k (20#)  |
| M70-79   | 4k    | 1k     | 500g  | 7,26k (16#)  |
| M80+     | 3k    | 1k     | 400g  | 5,45k (12#)  |